# 뼈 미로
뼈 미로(bony labyrinth, osseous labyrinth, otic capsule, 골성 미로, 골 미로)는 관자뼈 내부에 있는 속귀의 단단하고 뼈로 된 바깥벽이다.

## 같이 보기
- 미로염
- 막 미로